# GMC (marka samochodów)
GMC – amerykański producent SUV-ów, pickupów, samochodów dostawczych i ciężarowych, z siedzibą w Detroit, w Michigan, działający od 1911 roku. Należy do amerykańskiego koncernu General Motors.

## Historia
Początki przedsiębiorstwa sięgają założonej w 1902 roku spółki Rapid Motor Vehicle Company, która koncentrowała się na produkcji jednych z pierwszych amerykańskich samochodów ciężarowych z inicjatywy braci Maxa i Morrisa Grabowskich. Przedsiębiorstwo zdobyło uznanie i popularność wśród nabywców, zyskując uwagę biznesmena z Detroit, Williama Duranta, który kupił Rapid Motor Vehicle, a następnie połączył z inną firmą Reliance Motor Car Company i włączył w skład lokalnego koncernu General Motors.
W 1912 roku na wystawie samochodów w Nowym Jorku została zaprezentowana nowa marka GMC Truck, która skoncentrowała się na produkcji samochodów ciężarowych w dawnych zakładach produkcyjnych innej marki General Motors, Pontiaka. Na kolejne lata okresu przedwojennego przypadł dynamiczny rozwój GMC, który zaowocował przedstawieniem pierwszego relatywnie niewielkiego pojazdu GMC T/F będącego pick-upem zbudowanym razem z bratnim Chevroletem. W tym samym roku przedstawiono pierwszy model z linii modelowej Suburban, obecnej w ofercie GMC przez kolejne 60 lat, kończąc się dopiero w 1999 roku na rzecz nowego modelu Yukon XL.
Druga połowa XX wieku przypadła na koncentrację na produkcji kolejnych generacji samochodów z nadwoziem SUV oraz pick-up. W 1970 roku ofertę rozbudował mniejszy od Suburbana model Jimnm, dekadę później przemianowany na jeszcze mniejsze S-15 Jimmy. W latach 90. GMC przedstawiło swój wynik pierwszych w historii prac nad pojazdami o bardziej sportowym charakterze, prezentując oparte na użytkowych modelach pojazdu Typhoon oraz Syclone.
Początek XXI wieku przypadł na rozbudowę obecności GMC w gronie samochodów z nadwoziem SUV, prezentując kompaktowy model Terrain, a także pierwszego dużego crossovera z cechami minivana o nazwie Acadia. Trzecia dekada XXI wieku przyniosła wkroczenie GMC do klasy samochodów elektrycznych – jesienią 2020 roku przestawiono pierwszego napędzanego prądem pick-upa Hummer EV, a w kwietniu 2021 roku debiut miał oparty na nim Hummer EV SUV.

### Zasięg rynkowy
GMC jest marką, dla której głównym rynkiem zbytu są rodzime Stany Zjednoczone, gdzie w 2020 rok jej udział rynkowy wyniósł 3,54% ze 515 311 sprzedanymi samochodami, z czego najpopularniejszym z nich pozostaje pełnowymiarowy pick-up Sierra.
Pojazdy GMC trafiły również w sprzedaży w Kanadzie i Meksyku, a także na Bliskim Wschodzie przez lata jedynym rynku poza Ameryką Północną. Ponadto, w latach 1992–1995 GMC miało epizod obecności na rynku argentyńskim, gdzie sprzedawało jedyny w swojej historii klasyczny samochód osobowy w formie kompaktowego sedana GMC Chevette, z kolei w styczniu 2024 General Motors ogłosiło uruchomienie sprzedaży GMC w Chinach, a w 2025 - Australii i Nowej Zelandii.

## Modele

### Samochody osobowe i dostawcze

#### Obecnie produkowane
SUV-y i crossovery
- Terrain
- Acadia
- Yukon
- Yukon XL

Pickupy
- Canyon
- Sierra
- Sierra HD

Samochody elektryczne
- Sierra EV
- Hummer EV
- Hummer EV SUV

Samochody dostawcze
- Savana

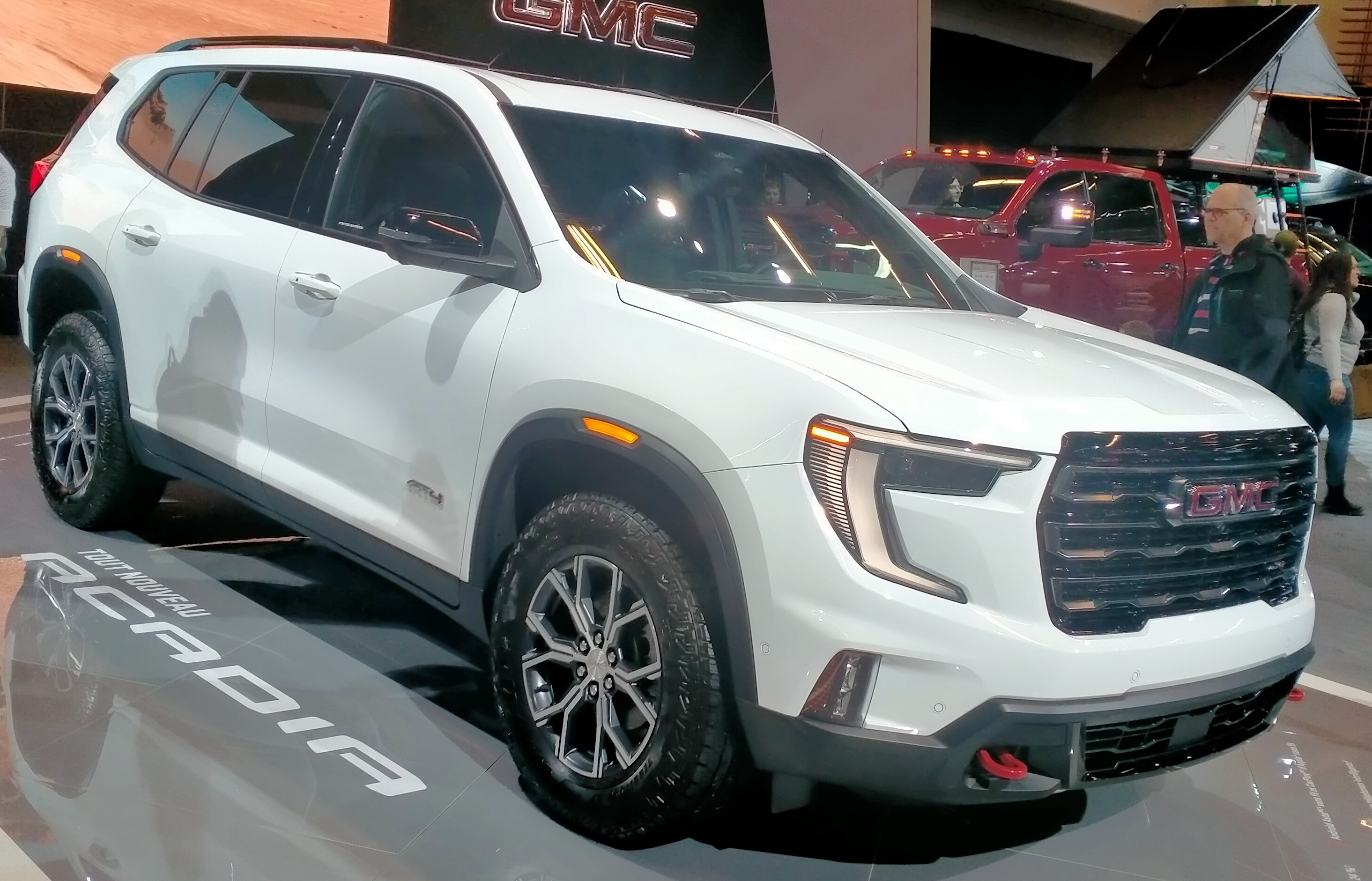
GMC Acadia
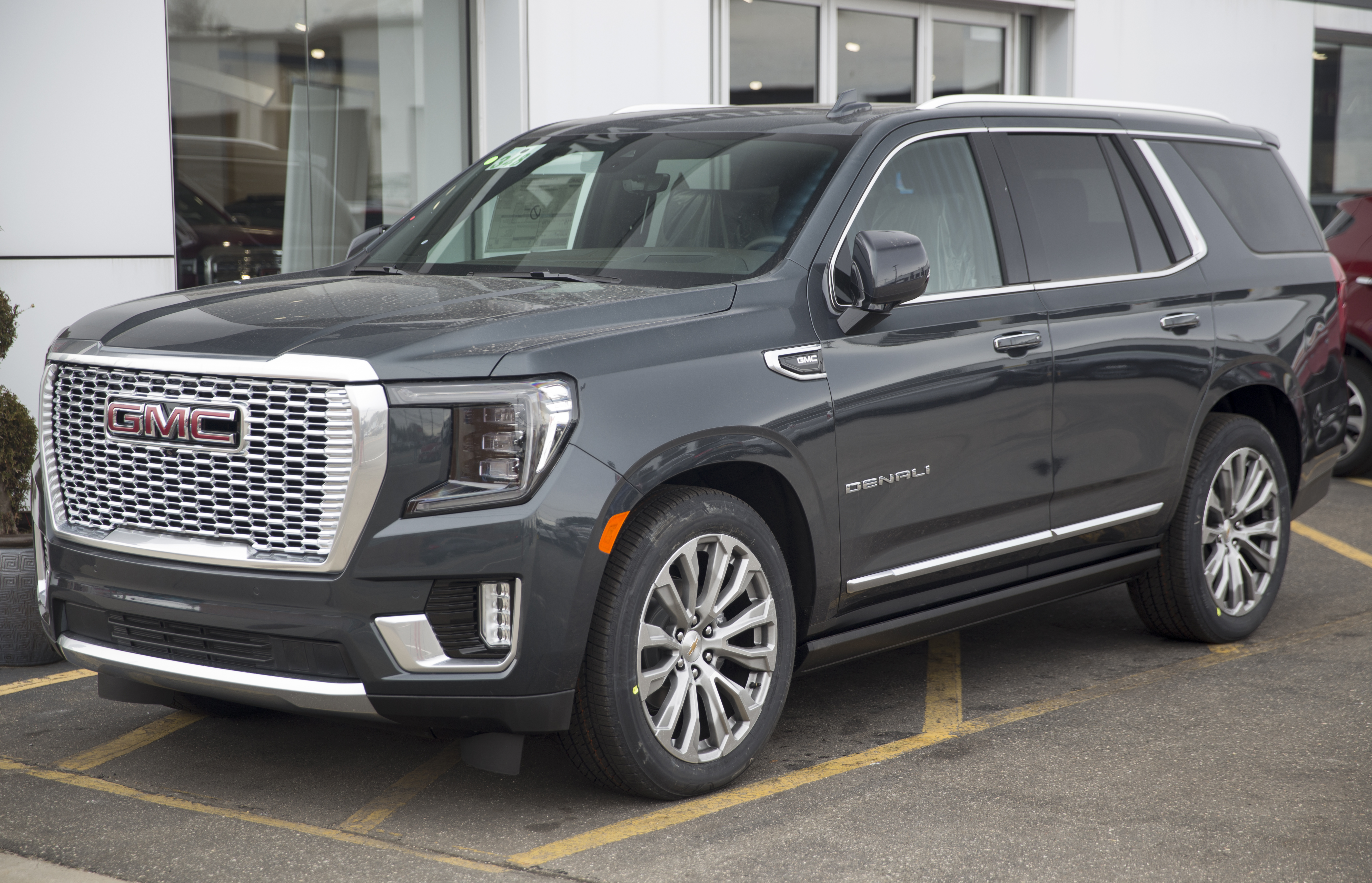
GMC Yukon Denali
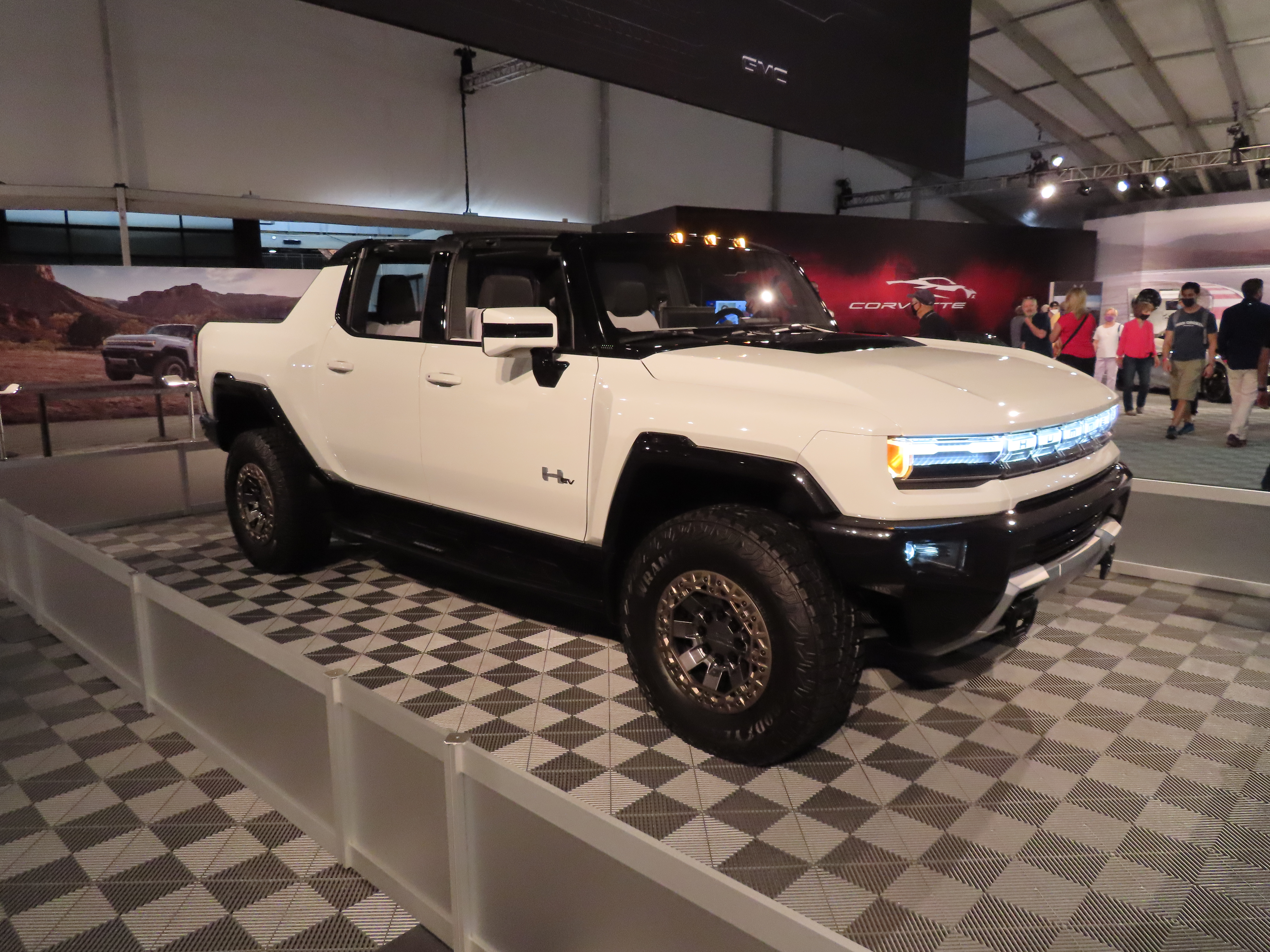
GMC Hummer EV

#### Historyczne
- T/F (1937–1939)
- AC/AF (1939–1941)
- C/E (1941–1947)
- New Design (1947–1955)
- Blue Chip (1955–1959)
- Handi-Bus (1964–1970)
- Handi-Van (1964–1970)
- Sprint (1970–1977)
- Caballero (1977–1987)
- S-15 (1982–1990)
- C/K (1959–1991)
- Syclone (1991)
- Tracker (1989–1992)
- Typhoon (1991–1993)
- Rally (1970–1995)
- Vandura (1970–1995)
- Chevette (1992–1995)
- B-10 (1987–1996)
- Suburban (1937–1999)
- Yukon GT (1991–1999)
- Jimmy (1970–2001)
- Sonoma (1990–2004)
- Safari (1985–2005)
- Envoy (2001–2009)
- Envoy XL (2002–2009)
- Envoy XUV (2004–2009)
- Terrain (2008–2010)

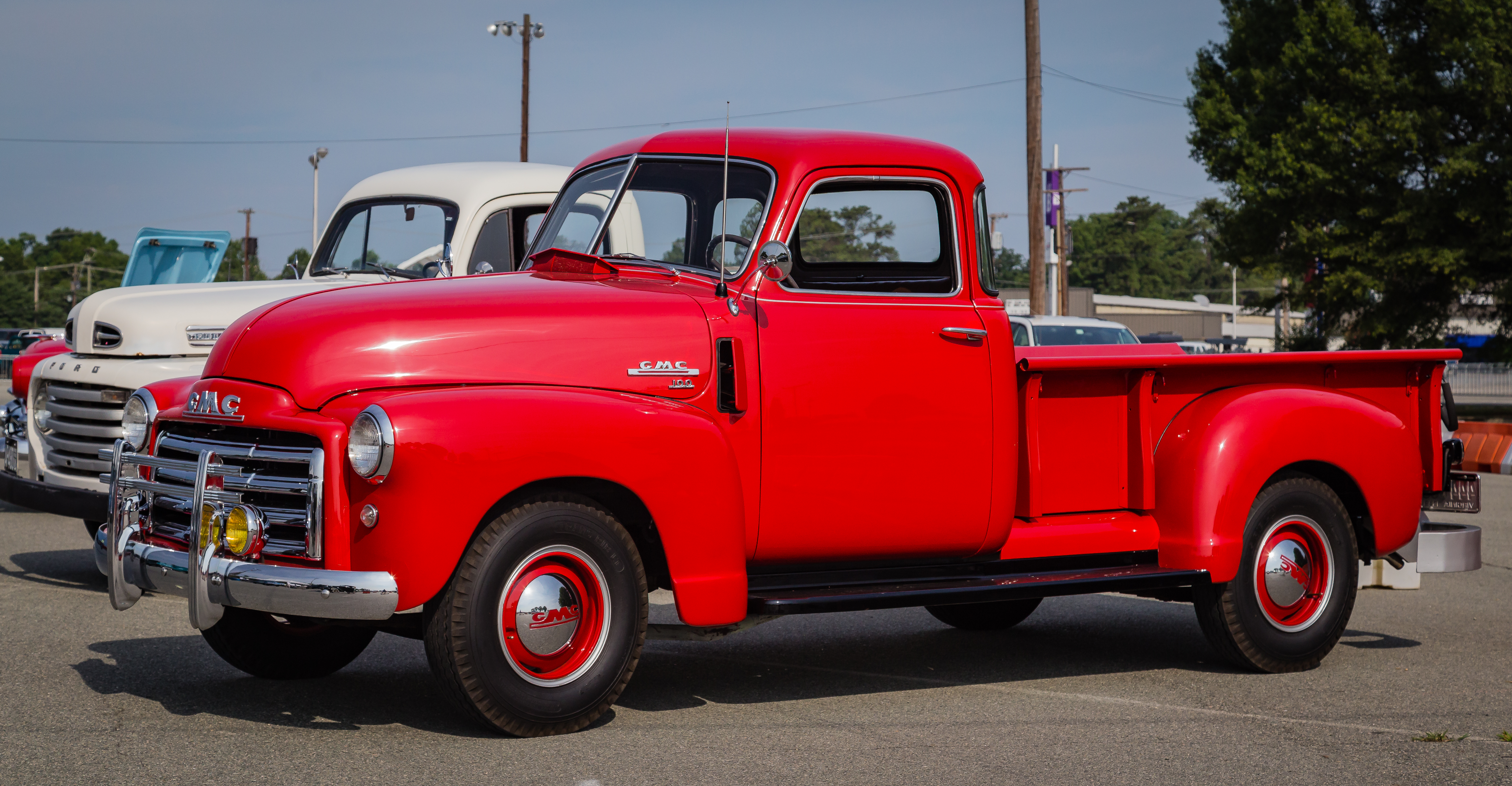
GMC New Design (1947)
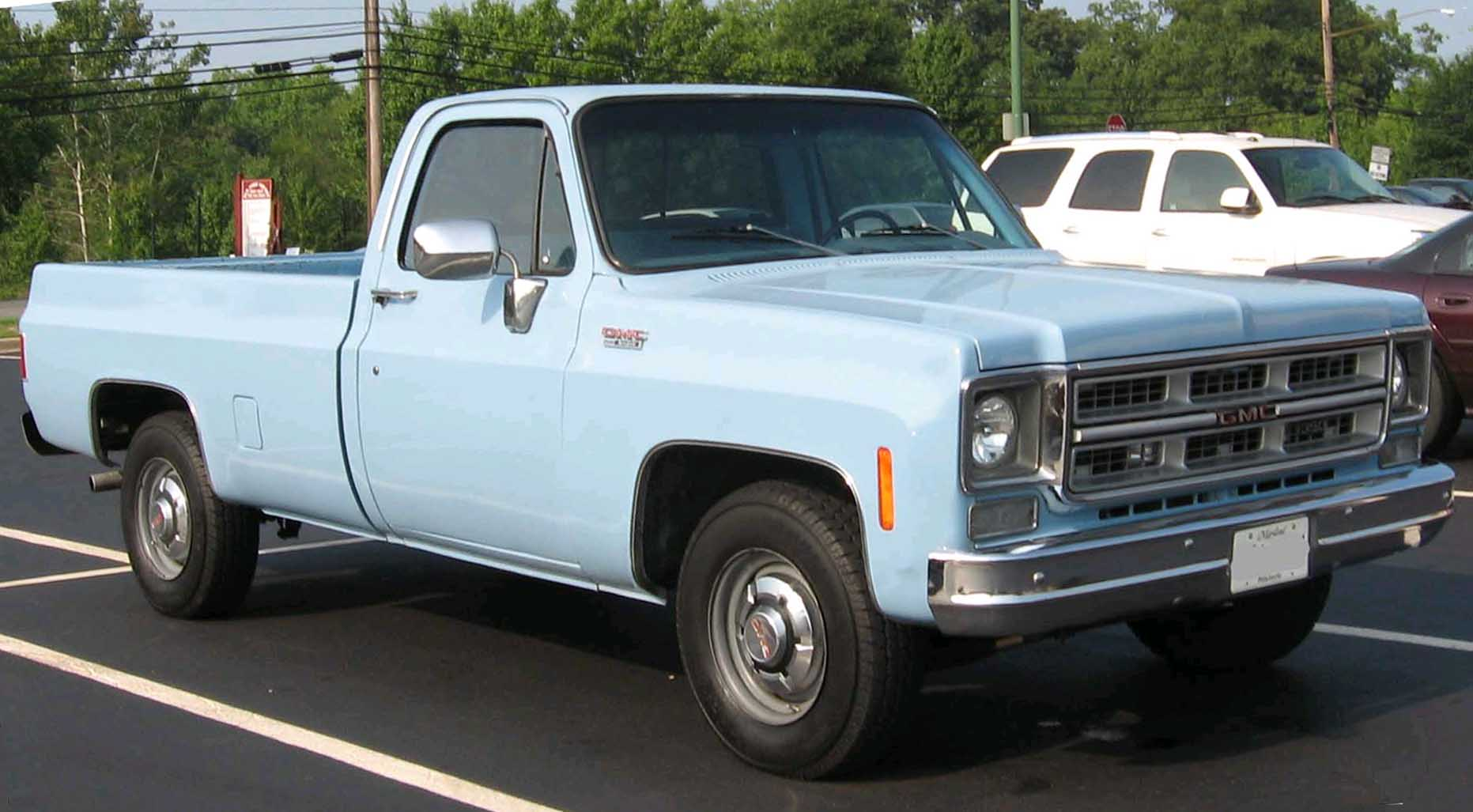
GMC C/K (1975)
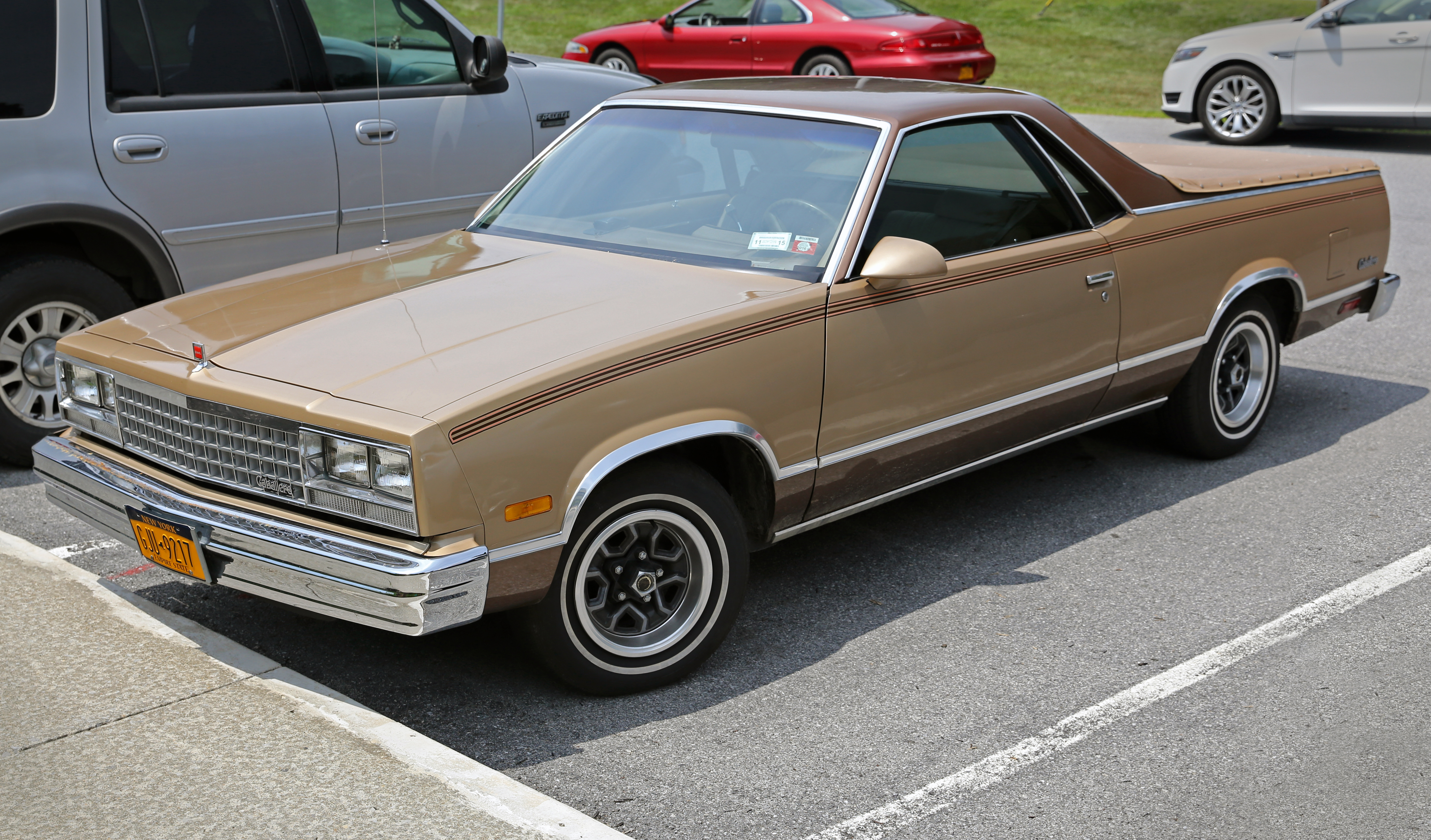
GMC Caballero (1987)
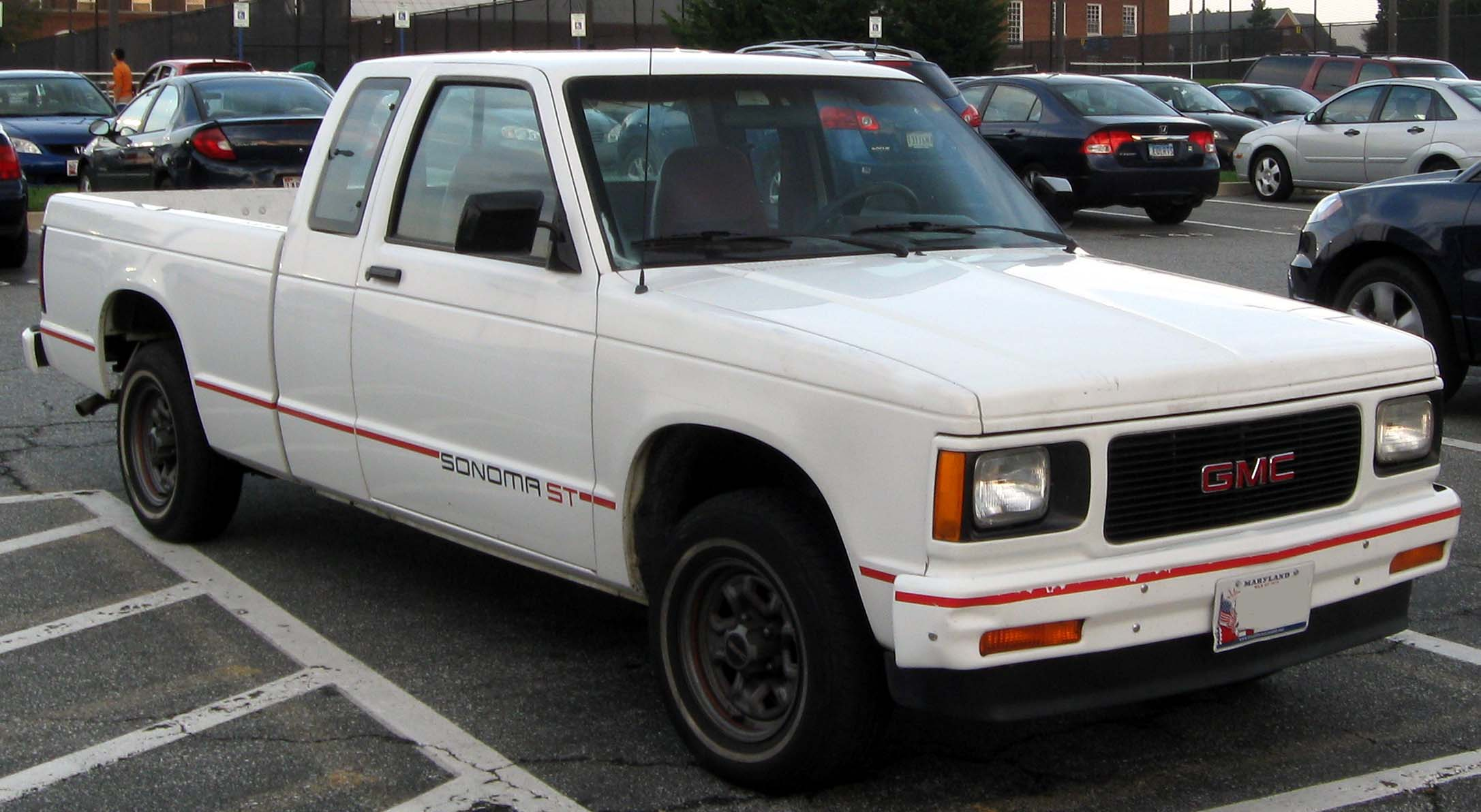
GMC Sonoma (1991)
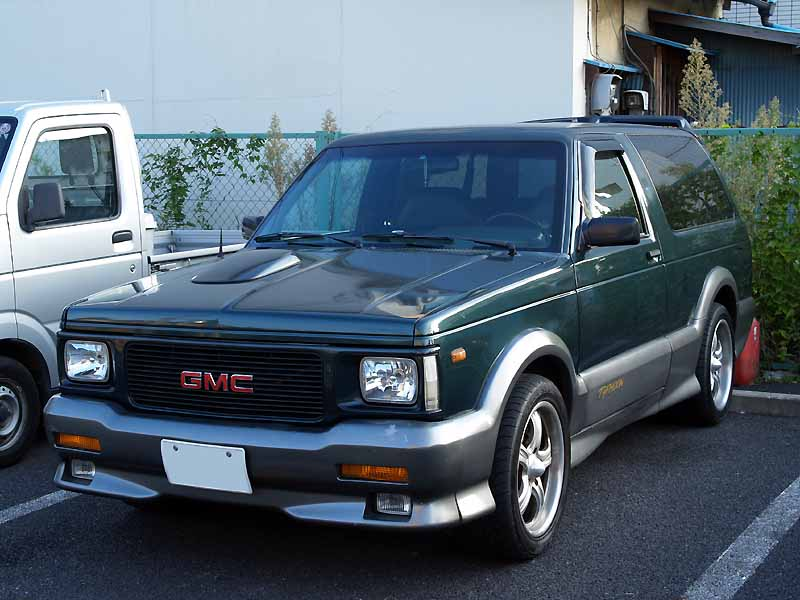
GMC Typhoon (1992)
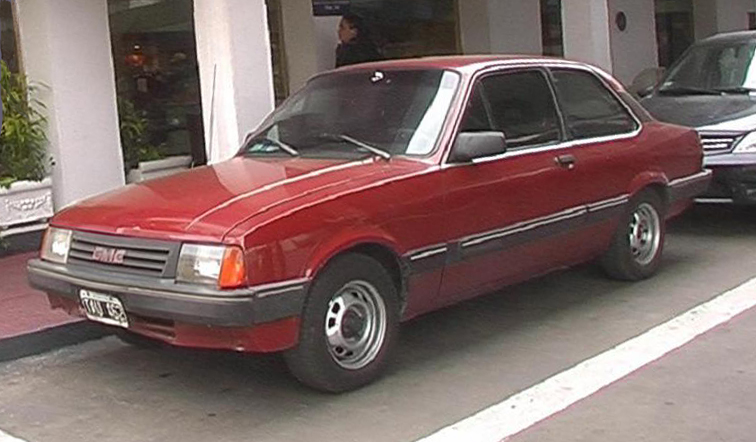
GMC Chevette (1992)
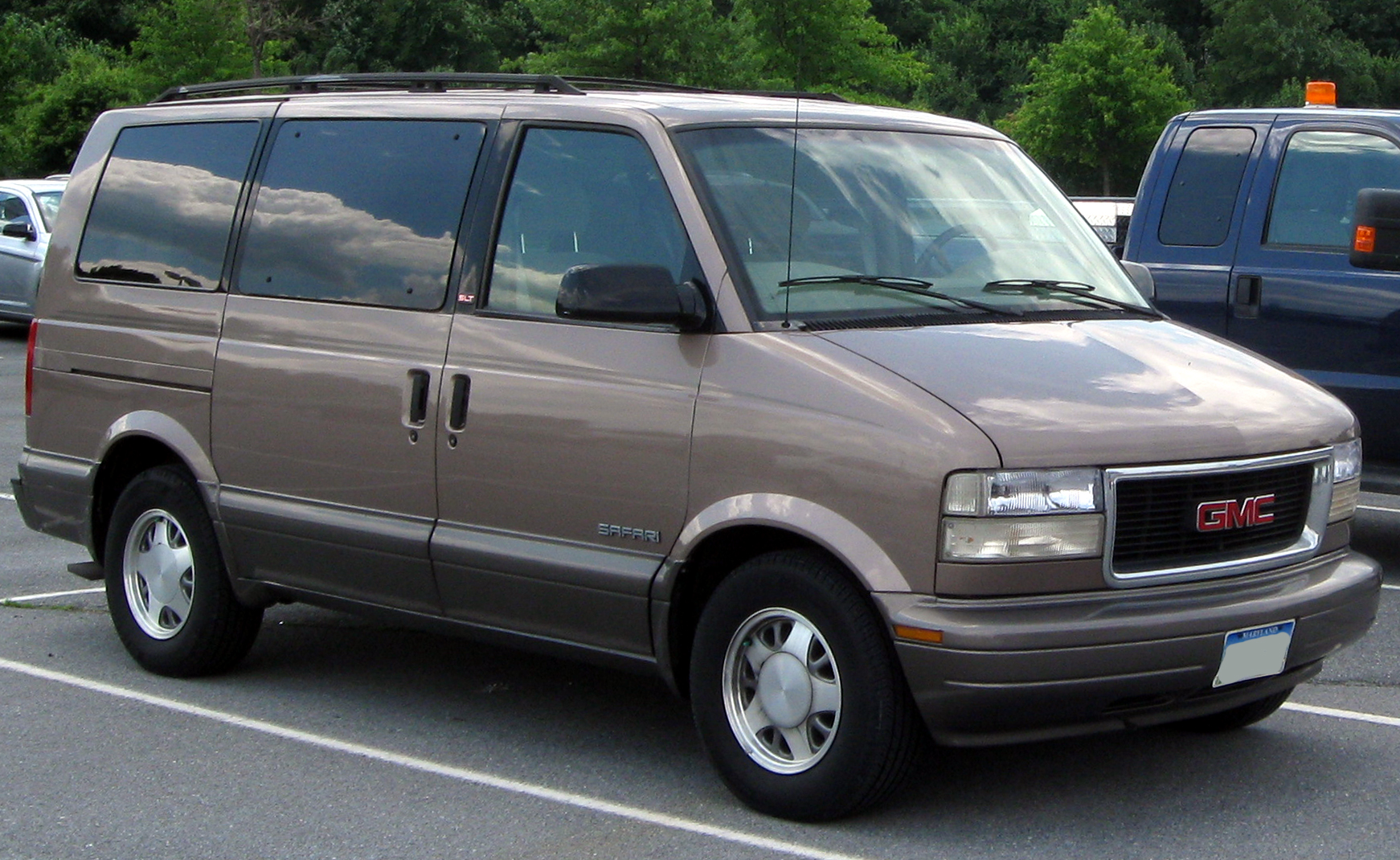
GMC Safari (1996)
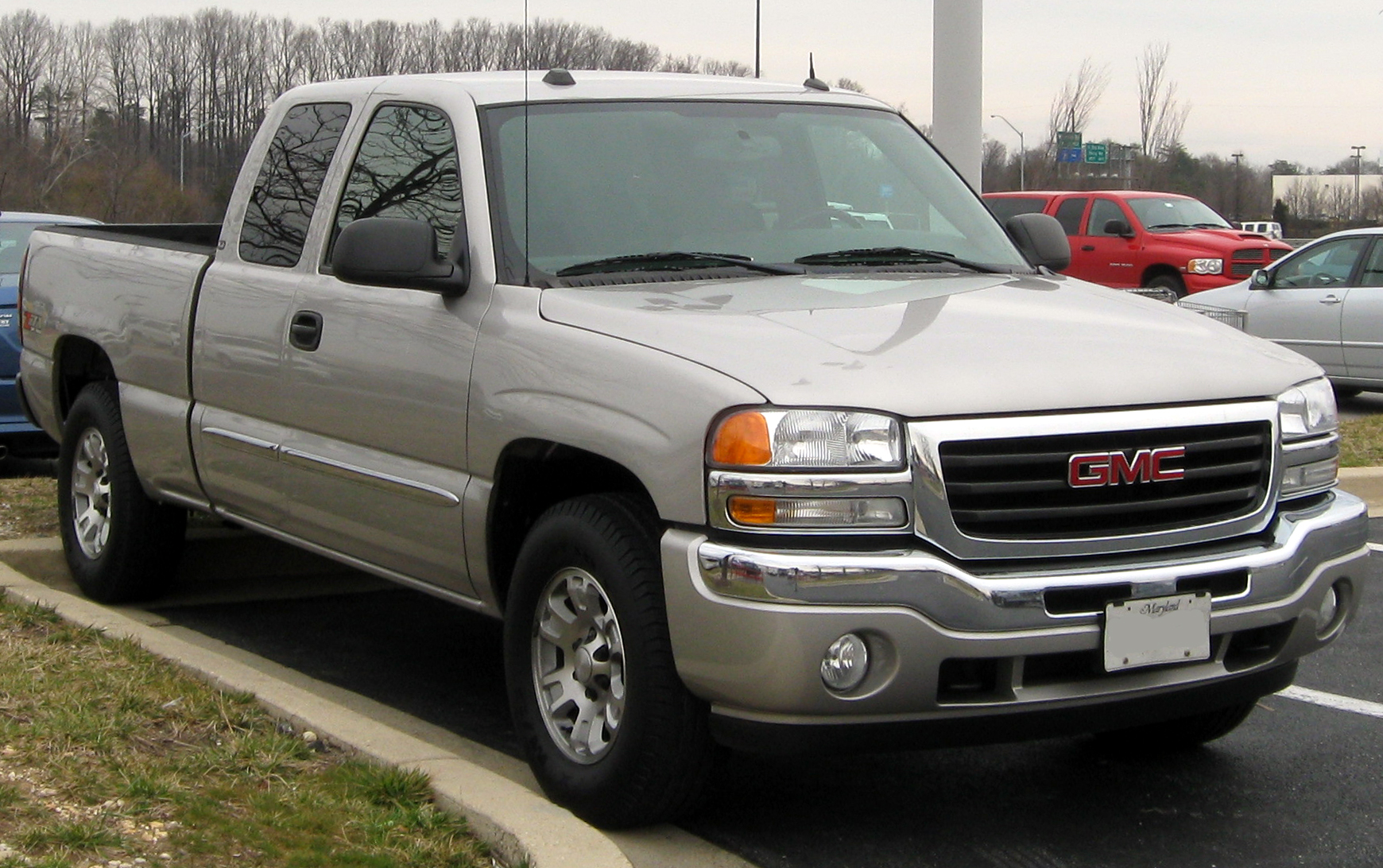
GMC Sierra (2003)
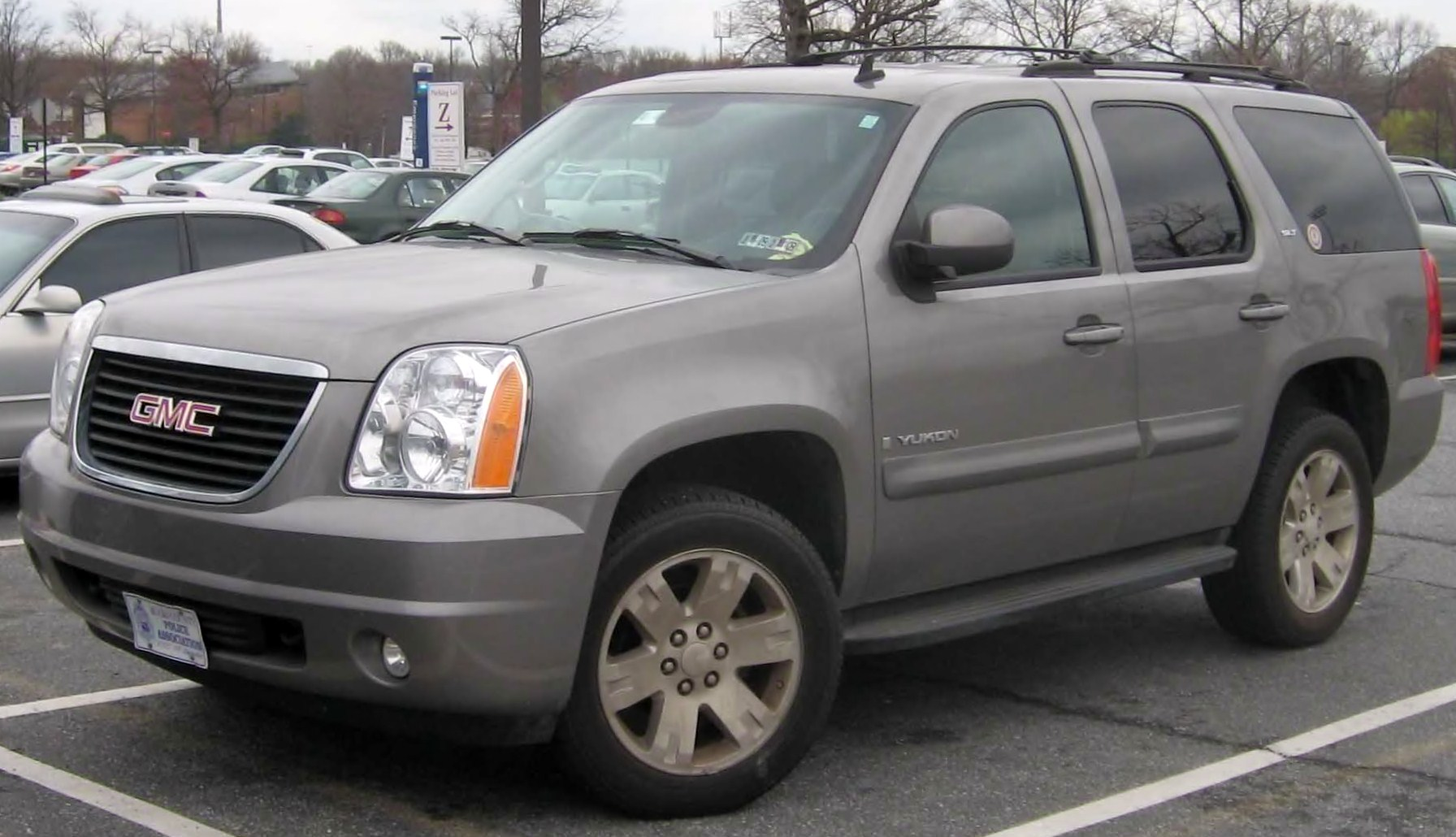
GMC Yukon (2007)

#### Studyjne
- GMC Terradyne (2000)
- GMC PAD (2006)
- GMC Denali XT (2008)
- GMC Sierra All Terrain HD (2010)
- GMC Granite CPU (2010)
- GMC Granite (2010)
- GMC Urban Utility Concept (2010)

### Inne

#### Samochody ciężarowe
- C-Series
- TopKick
- B-Series
- T-series
- W-series
- Forward
- P-Chassis

#### Ciężkie samochody ciężarowe
- Astro
- General
- Brigadier

#### Autobusy miejskie i podmiejskie
- Classic
- New Look
- Old Look
- RTS

#### Autobusy dalekobieżne
- Scenicruiser

#### Pojazdy wojskowe
- CCKW (1941–1945)
- DUKW (1941–1945)

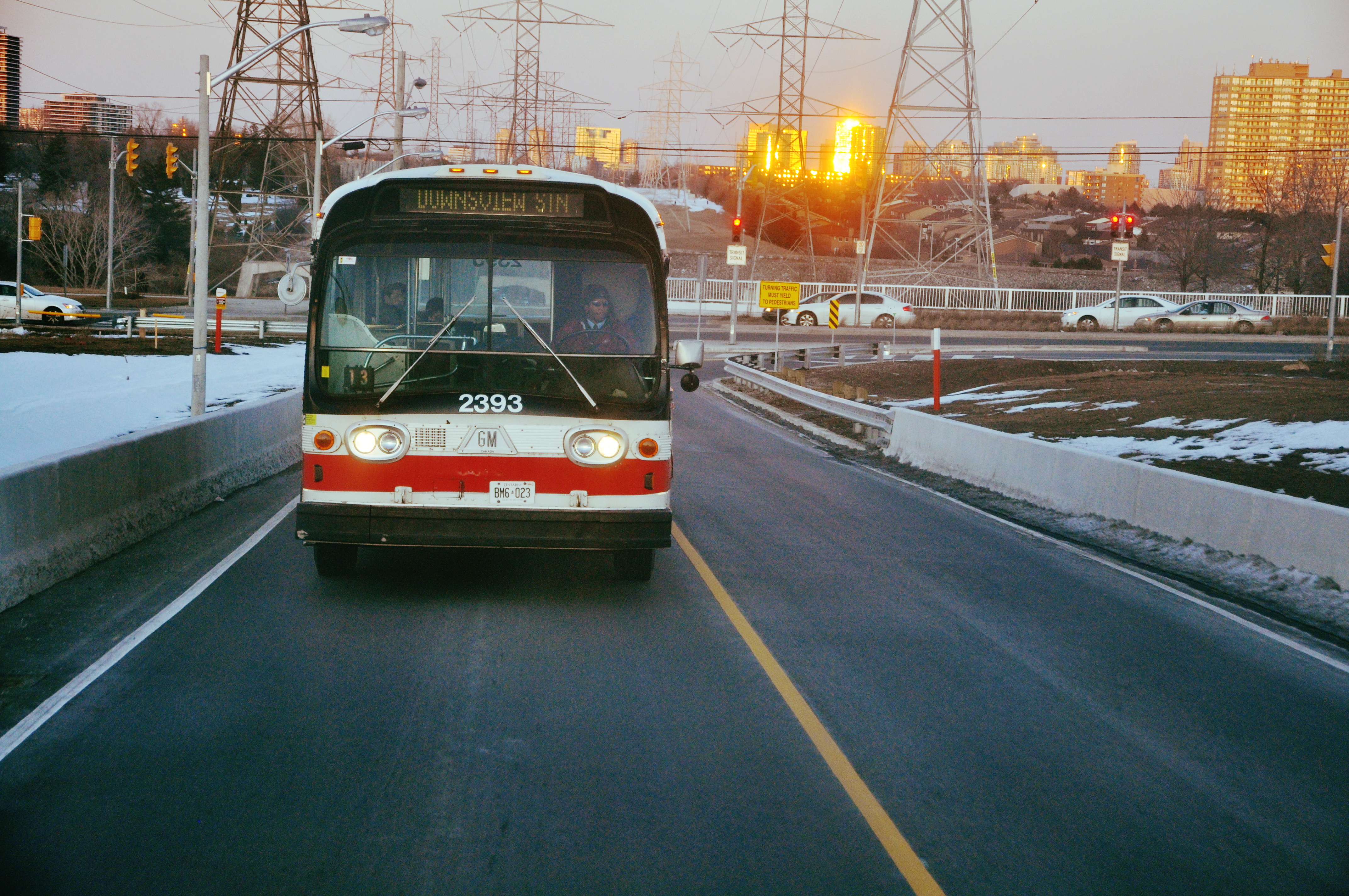
GM New Look
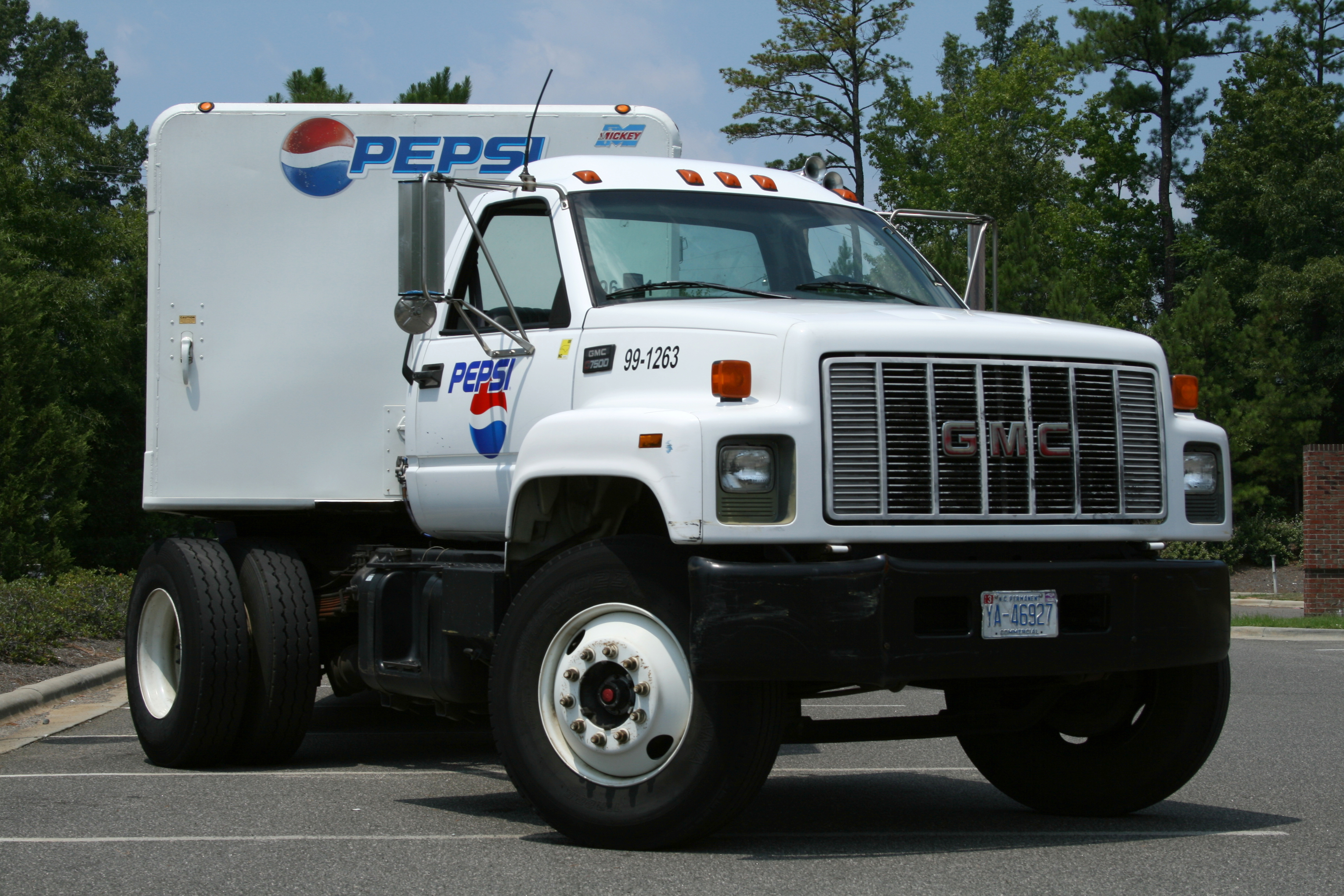
GMC 7500
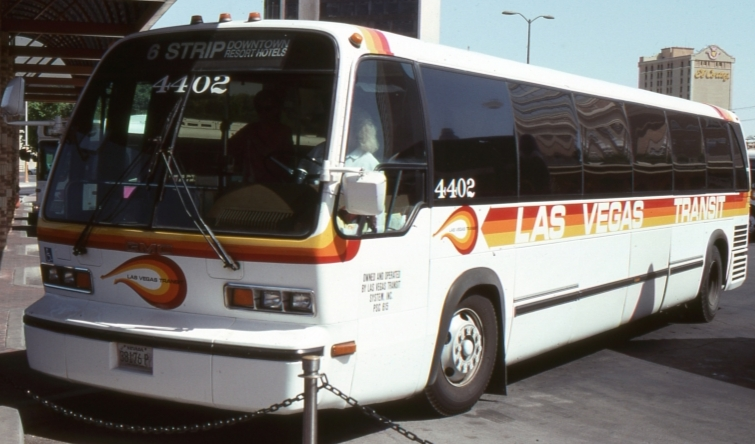
GMC RTS-II